# Ngwatle
Ngwatle is een dorp in het district Kgalagadi in Botswana. De plaats telt 271 inwoners (2011).